# Josh Newkirk
Joshua Newkirk, detto Josh (Raleigh, 17 aprile 1994), è un cestista statunitense.